# Herramienta para la abrasión de rocas

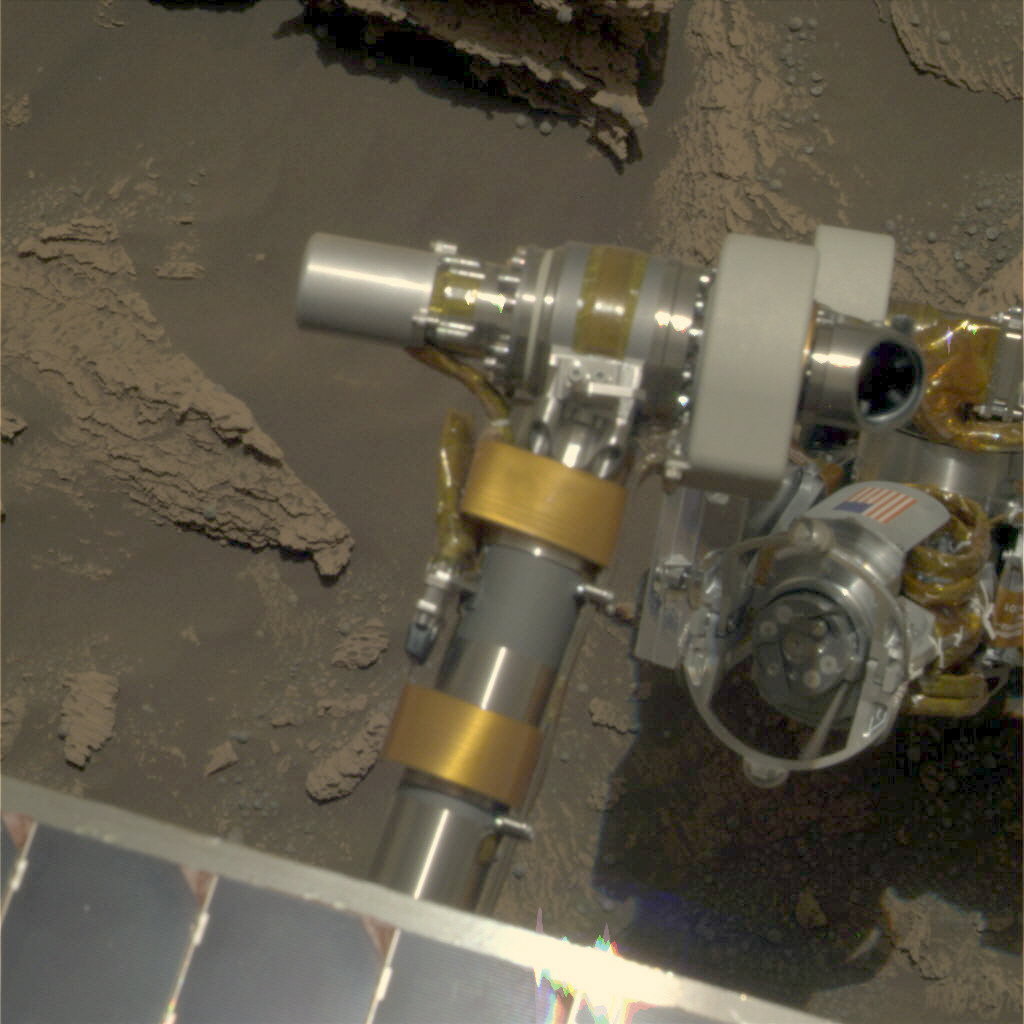
La herramienta para la abrasión de rocas (RAT por sus siglas en inglés) en el dispositivo de instrumentos del Mars Rover Opportunity.

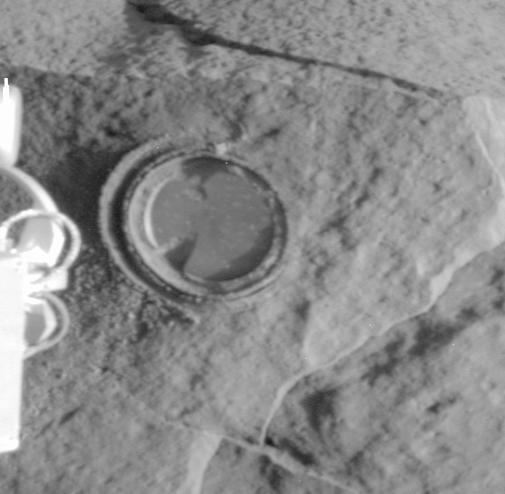
La RAT ha sido utilizada para cortar un agujero en la roca Adirondack. El agujero mide unos 2.65 milímetros de profundidad.

La herramienta para la abrasión de rocas  (o RAT por sus siglas en inglés: Rock Abrasion Tool) es un dispositivo de corte y cepillado instalado en los Mars Exploration Rovers mellizos de la NASA denominados Spirit (MER-A) y Opportunity (MER-B), que aterrizaron en Marte en enero del 2004. Fue diseñada, desarrollada y continúa siendo operada por Honeybee Robotics LTD, un desarrollador de robots especializados, tecnologías automatizadas y sistemas relacionados.
RAT fue la primera máquina en acceder al interior de las rocas de otro planeta. La RAT tiene una masa de 0.685 kg, un diámetro de 7 cm y mide 10 cm de largo, aproximadamente el tamaño de una lata de gaseosa. Utiliza una rueda de corte de polvo de diamante y resina que gira a  3000 rpm para perforar un agujero de 45 mm de diámetro y 5 mm de profundidad en las rocas marcianas. Luego RAT utiliza dos cepillos para quitar el polvo del agujero y permitir una inspección detallada del mismo. Su consumo medio de energía es de unos 30 watts.